# Karl Müldner von Mülnheim
Georg Karl Wilhelm Müldner, seit 1830 von Mülnheim, (* 24. September 1782 in Breuna; † 7. Januar 1863 in Hanau) war ein kurhessischer Generalleutnant und Minister.

## Leben

### Herkunft
Sein Vater Heinrich Wilhelm Müldner war malsburgischer Amtmann in Breuna.

### Militärkarriere
Müldner war seit Ende der 1790er-Jahre Angehöriger der Hessisch-Kasselischen Armee und diente nach dessen Einverleibung im Militär des napoleonischen Königreichs Westphalen. dort erhielt er am 1. November 1811 das Ritterkreuz des Ordens der Westphälischen Krone. Zu Beginn des Russlandfeldzugs 1812 rettete er dem preußischen Major Carl Heinrich August von Müllenheim des 3. Ostpreußischen Infanterie-Regiments das Leben, welcher nach dem Tod seines einzigen leiblichen Sohnes Adolph Heinrich August Gebhard keinen männlichen Erben hatte und ihm daher die Adoption anbot. Am 7. März 1813 wurde Müdner das Kreuz der Ehrenlegion verliehen (kurhessische Genehmigung zum Annehmen und Tragen desselben 13. Dezember 1822).
Im Verlauf der Völkerschlacht bei Leipzig fiel Müllenheim am 19. Oktober 1813 als Kommandeur des Ostpreußischen Landwehrbataillon „Müllenheim“ bei der Erstürmung des Grimmaischen Tores. Nachdem auch ein Großteil der westphälischen Truppen gefallen war, wechselte Müldner 1814 zum rekonstituierten hessisch-kasselischen Militär zurück und erhielt am 19. August 1815 den Orden vom Eisernen Helm. 1821 erfolgte seine Ernennung zum persönlichen Adjutanten des Kurfürsten Wilhelm II. von Hessen-Kassel und in dieser Eigenschaft erhielt er am 28. April 1821 den Militär-Verdienst-Ordens. Erst am 27. November 1830 gestattete dieser ihm die Namensmehrung mit „von Mülnheim“ und erhob ihn in den erblichen Adelsstand, jedoch unter Führung eines anderen Wappens. Bereits 1829 wurde er als Oberst zum Generaladjutant ernannt. Er wurde am 27. November 1830 zum Kommandeur I. Klasse des Hausordens vom Goldenen Löwen ernannt und stand dem Kurfürsten auch beratend bei den Verhandlungen über die Kurhessische Verfassung von 1831 zur Seite. Nachdem Müldner von Mülnheim am 7. Januar 1831 zum Generalmajor ernannt worden war, fungierte er vom 21. Januar bis 9. April 1831 als provisorischer Vorstand des Kriegsministeriums, also de facto als Kriegsminister. Wegen eines Zusammenstoßes mit dem Kurfürsten wurde er entlassen und war ab dann Generalstabschef des mobilen Korps der Vereinigten Hessen-Nassauischen Division. Als im gleichen Jahr das Geschlecht derer „von Lindau“ ausstarb, erhielt er vom Kurfürsten für seine zahlreichen Verdienste deren Burgsitz, den Meierhof in Spangenberg und das Gut Eltmannsee zu „neuem rechten Mannlehen“ übereignet. Im Juli 1832 wurde er zum Kommandanten von Marburg ernannt, 1848 als solcher nach Hanau versetzt, bis er 1850 unter Beförderung zum Generalleutnant vorläufig und 1851 schließlich endgültig in den Ruhestand versetzt wurde.

### Familie
Am 29. Juli 1808 heiratet er Julie Schuhmann (1786–1844) in Eschwege, mit der er acht Kinder bekam:
- Christian Ferdinand August (1809–1871), auf Burgsitz Spangenberg, Kaltenbach, Elbersdorf sowie auf der Meierei Eltmannsee, kurhess. Obergerichtsreferendar[5], Schriftsteller[6]. Unverheiratet.
- Georg Carl Wilhelm (1812–1889), kurhessischer Obergerichtsanwalt, dann preußischer Justizrat ⚭ 11. September 1837 in Kassel Dorothea Magdalena Amalia Frankenberg (1814–1852)[7]
- Theodor Carl (1817–1841), preußischer Sekondeleutnant[8]
- Maria Adelheid (1820–1822)
- Johann Carl Louis (1822–1829)
- Julie Helmine Marie (1824–1855) ⚭ 1844 Dr med. Franz Ludwig Fick (1813–1858) Professor der Medizin und der Anatomie an den Universität Marburg.[9]
- Maria Elise Caroline (1826–1889) ⚭ Februar 1867 in Kassel Johann Georg Müller (1824–1881), Engel (Bischof) der katholisch-apostolischen Gemeinde Berlin
- Ferdinand Wilhelm Carl Reinhard (*/† 1827)

## Wappen
Ihm wurde auch das Führen eines Wappens gestattet, welches jedoch anders aussieht, als das der uradeligen Familie Müllenheim. Es zeigt in Rot einen silbernen Schräglinksbalken, nach der Richtung belungen mit einem grünen Lindenblatt († v. Lindau), begleitet von zwei goldenen Sternen; auf dem Helm mit rot-silbernen Decken ein silberner Flügel, an den sechs Schwungfederspitzen je bestattet mit einer roten Rose.